# Challenge de Madrid
De  Challenge de Madrid was een golftoernooi van de Europese Challenge Tour.
De eerste editie was van 24-27 april 2013 op de baan van het El Encin Golf Hotel, waar in 2011 de Madrid Masters werd gespeeld. Het prijzengeld was € 160.000. Het is na twee toernooien buiten Europa het eerste toernooi van de Challenge Tour dat op Europese bodem wordt gespeeld. In 2014 werd de Madrid Challenge niet gespeeld, daarna stond het weer op de kalender. Vanaf 2017 werd het toernooi niet meer georganiseerd.
| Jaar | Baan                          | Winnaar          | Score | Prijzengeld | Beste Nederlander     | Beste Belg                |
| ---- | ----------------------------- | ---------------- | ----- | ----------- | --------------------- | ------------------------- |
| 2013 | El Encín Golf Hotel           | François Calmels | -17   | € 160.000   | Wil Besseling (T22)   | Nicolas Vanhootegem (Cut) |
| 2015 | El Encín Golf Hotel           | Nacho Elvira     | -21   | € 160.000   | Maarten Lafeber (T32) | Hugues Joannes (Cut)      |
| 2016 | Real Club de Golf La Herrería | Duncan Stewart   | -8    | € 170.000   | Reinier Saxton (T15)  | Hugues Joannes (T36)      |